# 阿洛卡足球會
阿洛卡足球會（葡萄牙語：Futebol Clube de Arouca）是一支位於葡萄牙中北部阿威羅區阿羅卡市鎮的職業足球會，於1951年12月25日成立。他們現時於葡萄牙足球超级联赛作賽，主場球場是阿罗卡市政球场，僅能容納 5,000 人。

## 外部連結
- 官方网站 （葡萄牙語）